# Gymnoscelis nepotalis
Gymnoscelis nepotalis là một loài bướm đêm trong họ Geometridae.